# Encope
Genre
Les Encope forment un genre d'oursins plats de l'ordre des Clypéastéroïdes et de la famille des Mellitidae.

## Description

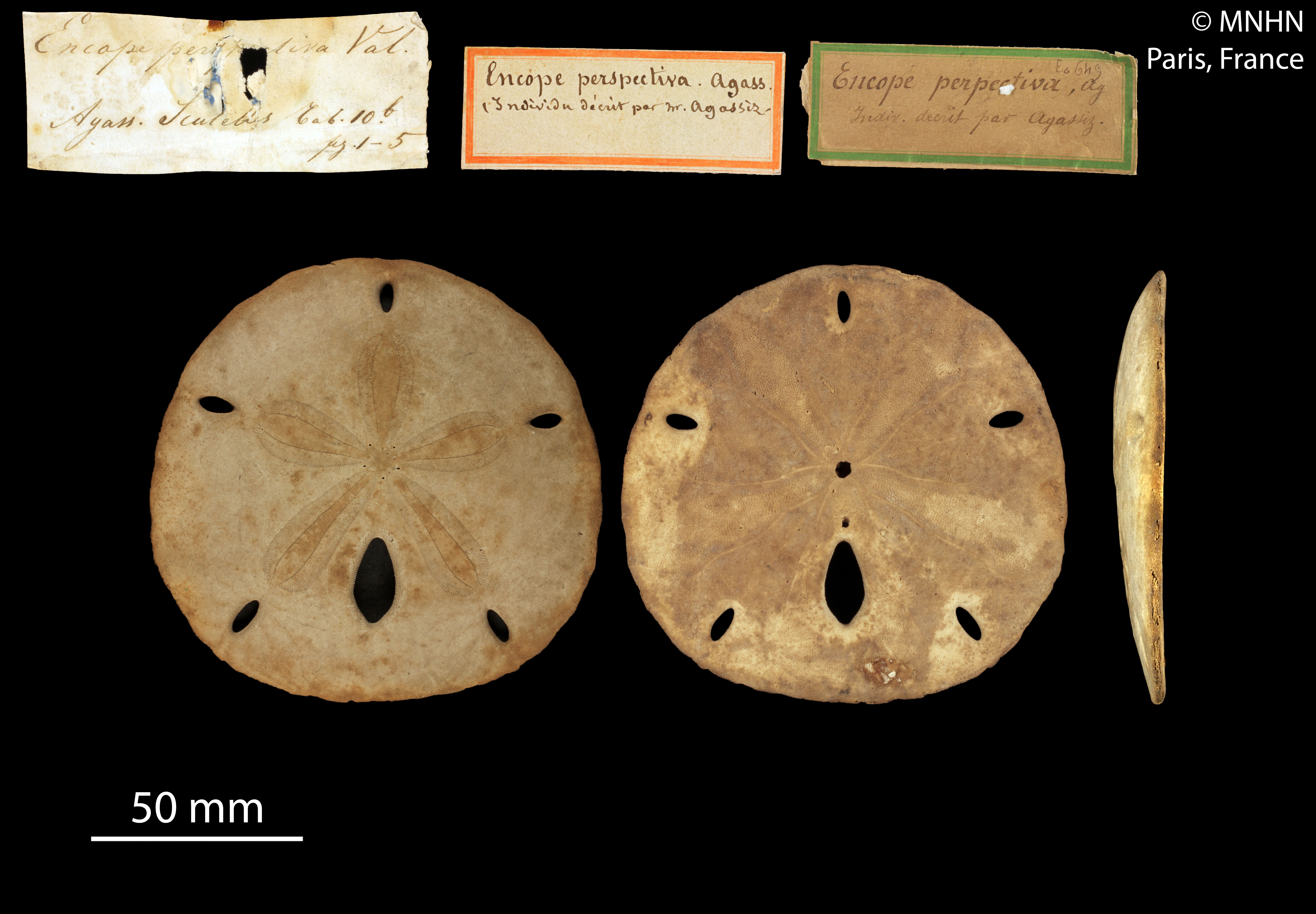
Encope perspectiva (MNHN)

Ce sont des oursins plats, d'où leur surnom anglais de sand dollars, du fait de leur ressemblance avec une grosse pièce. 
Leur forme est arrondie, avec un test (coquille) perforé d'une lunule anale antérieure et portant des encoches radiales, généralement couvert de radioles (piquants) fines et courtes formant un tapis mobile permettant la progression dans le sable. La bouche, très réduite, occupe une position centrale sur la face inférieure, et la lanterne d'Aristote (appareil masticateur) est modifiée en « moulin à sable » plat.
Sur le test, le système apical comporte 5 gonopores, les pétales ambulacraires sont ellipsoïdaux mais non fermés.
Ces oursins se trouvent exclusivement aux Amériques (des deux côtés), depuis le Miocène (Burdigalien). Ce sont essentiellement des espèces intertidales, même si deux d'entre elles peuvent être trouvées jusqu'à une centaine de mètres de profondeur. 

## Liste des espèces
Selon World Register of Marine Species (29 mars 2014) :
- Encope aberrans Martens, 1867 -- Atlantique ouest de la Caroline du Nord au Yucatan
- Encope angelensis Durham, 1950 †
- Encope arcensis Durham, 1950 †
- Encope borealis  -- Golfe de Californie
- Encope californica  -- Golfe de Californie
- Encope carmenensis Durham, 1950 †
- Encope chaneyi Durham, 1950 †
- Encope emarginata (Leske, 1778) -- du Yucatan sud à l'Uruguay
- Encope galapagensis A.H. Clark, 1946 -- Galapagos
- Encope gatunensis Toula, 1911 †
- Encope grandis L. Agassiz, 1841 -- Golfe de Californie
- Encope homala Arnold & H. L. Clark, 1934 †
- Encope kugleri Jeannet, 1928 †
- Encope laevis H.L. Clark, 1948 -- Pacifique est central (Nicaragua)
- Encope loretoensis Durham, 1950 †
- Encope macrophora (Ravenel, 1843) †
- Encope michelini L. Agassiz, 1841 -- Atlantique ouest de la Caroline du Nord au Yucatan
- Encope michoacanensis Durham, 1994 †
- Encope micropora L. Agassiz, 1841 -- Pacifique est (espèce la plus largement répandue de cet océan)
- Encope pacifica (Verrill, 1867)
- Encope perspectiva L. Agassiz, 1841 -- Pacifique est central (du Mexique au Panama)
- Encope peruviana Brighton, 1926 †
- Encope scrippsae Durham, 1950 †
- Encope secoensis Cooke, 1961 †
- Encope shepherdi Durham, 1950 †
- Encope sverdrupi Durham, 1950 †
- Encope vonderschmitti Jeannet, 1928 †
- Encope wetmorei A.H. Clark, 1946 -- Pacifique est central (du Mexique au Panama)
- Encope wiedenmayeri Jeannet, 1928 †

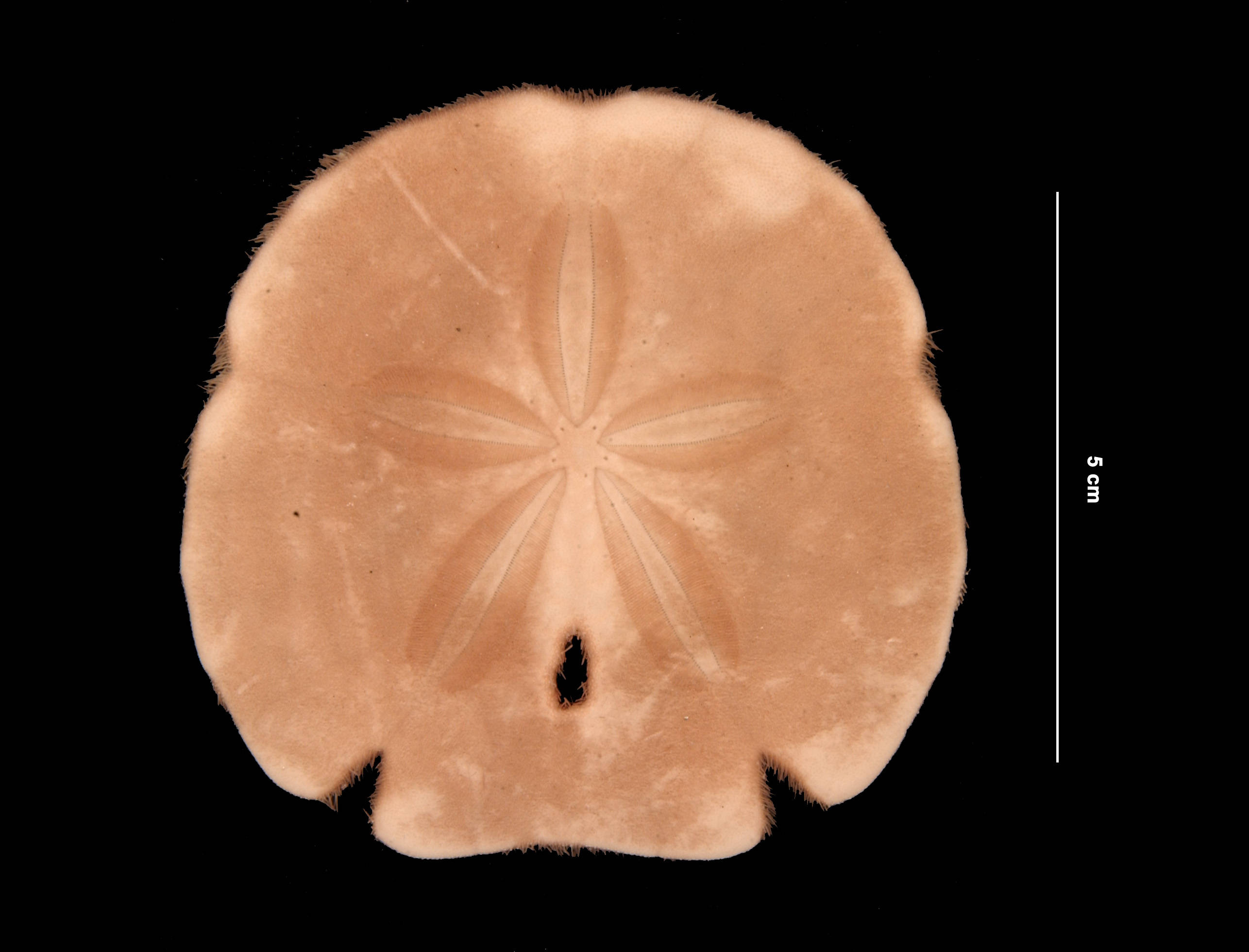
Test d’Encope aberrans
Encope californica
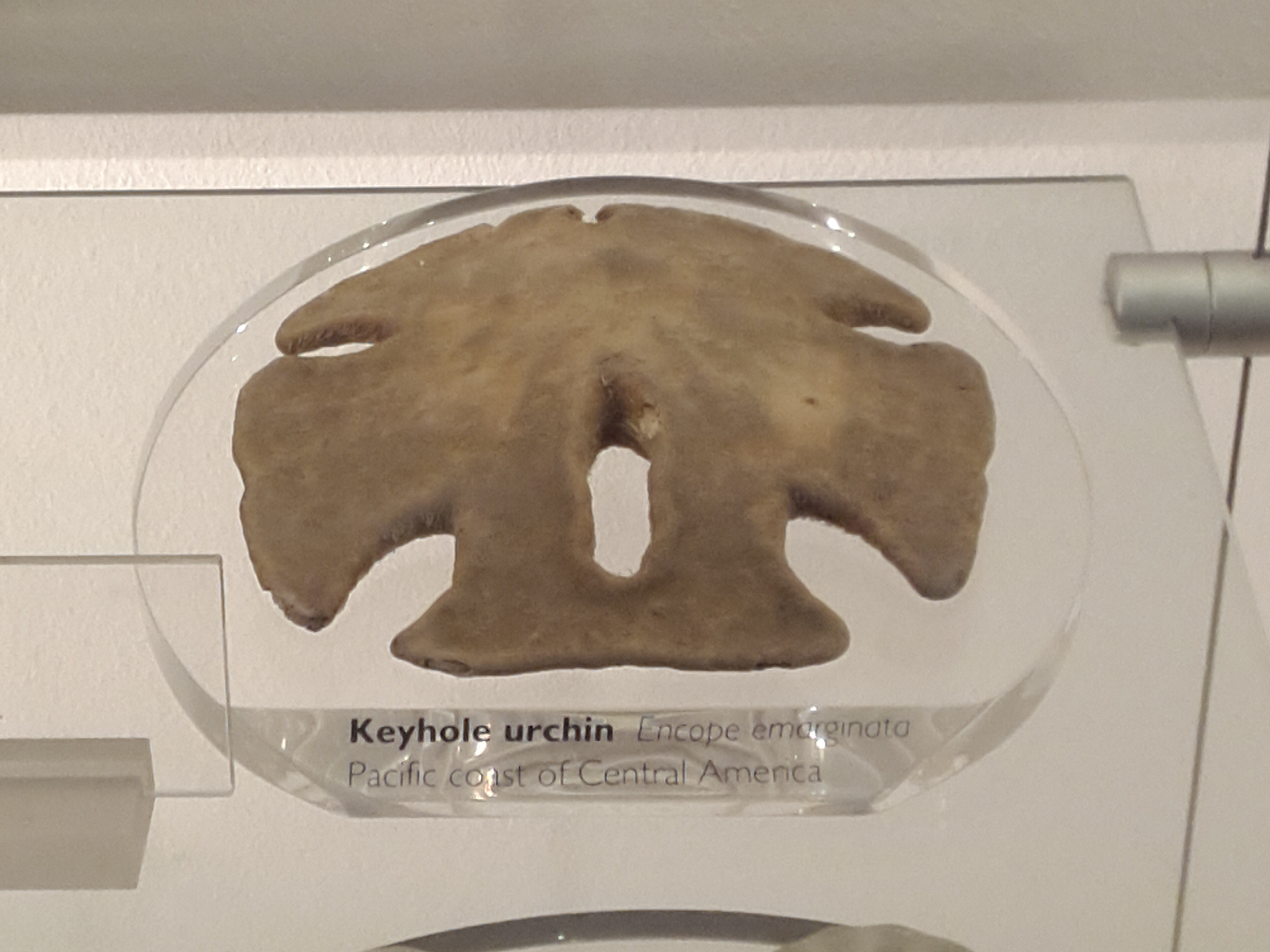
Encope emarginata
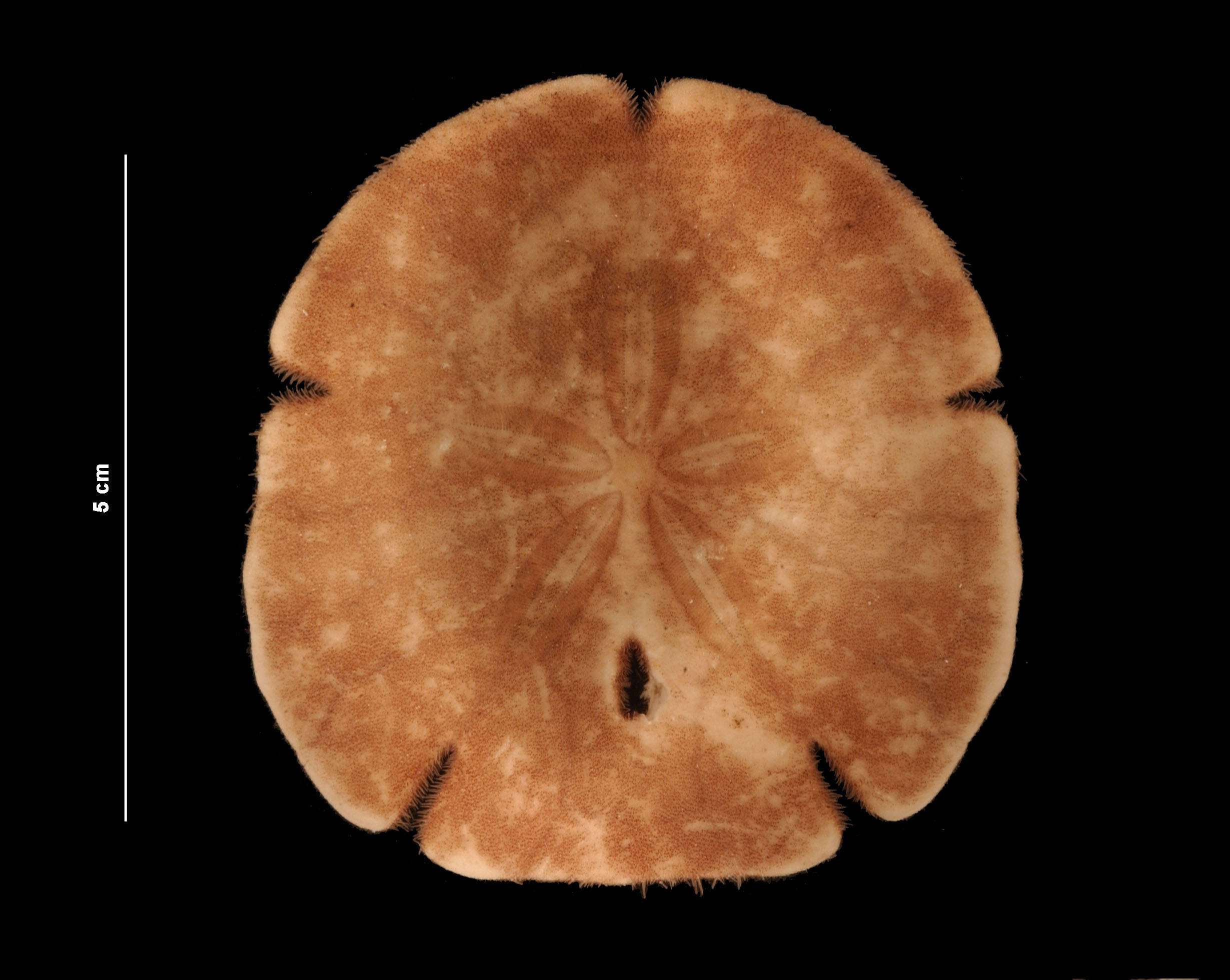
Encope michelini
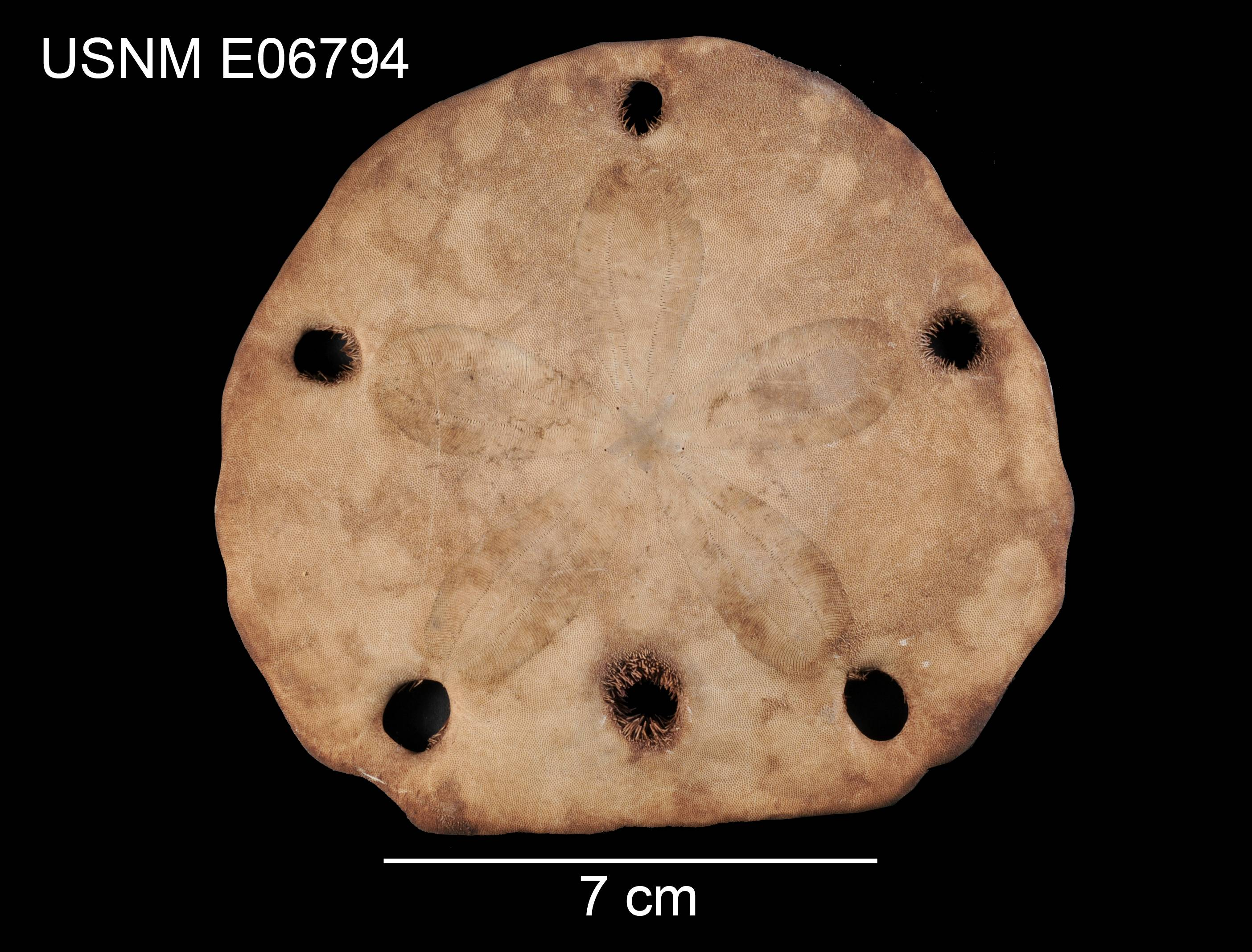
Encope micropora
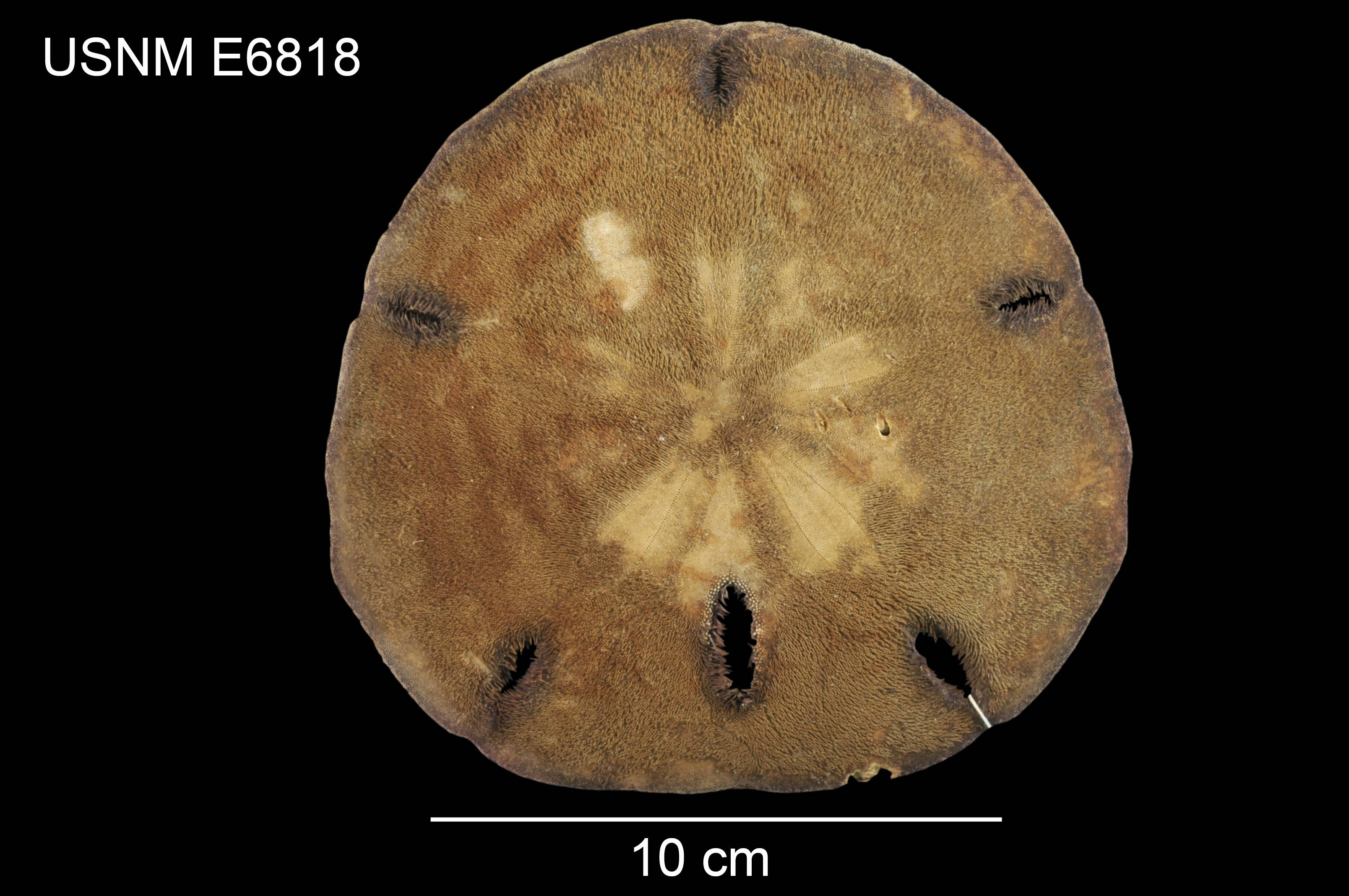
Encope perspectiva
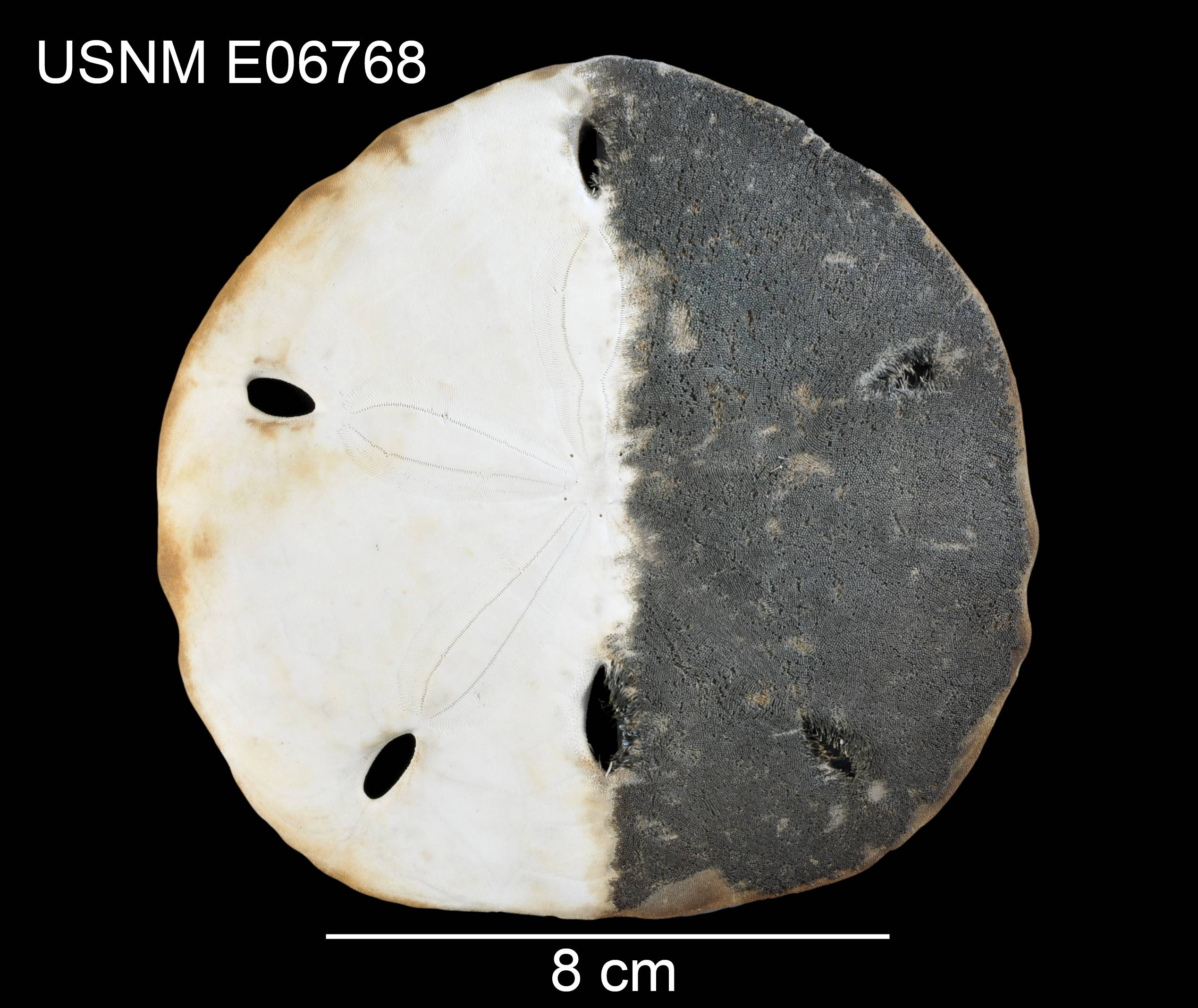
Encope wetmorei
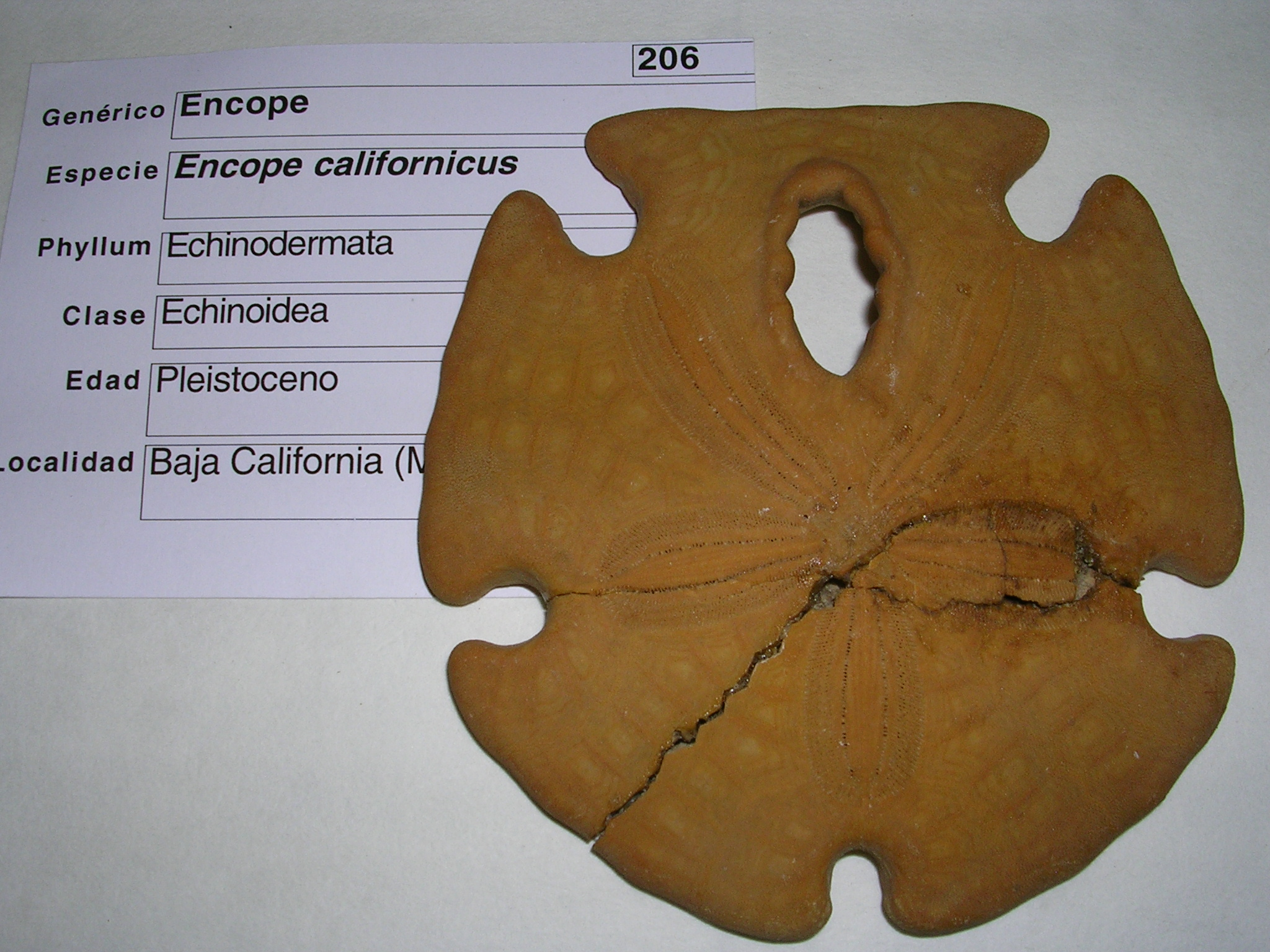
Fossile d’Encope micropora « californica » (Pléistocène).
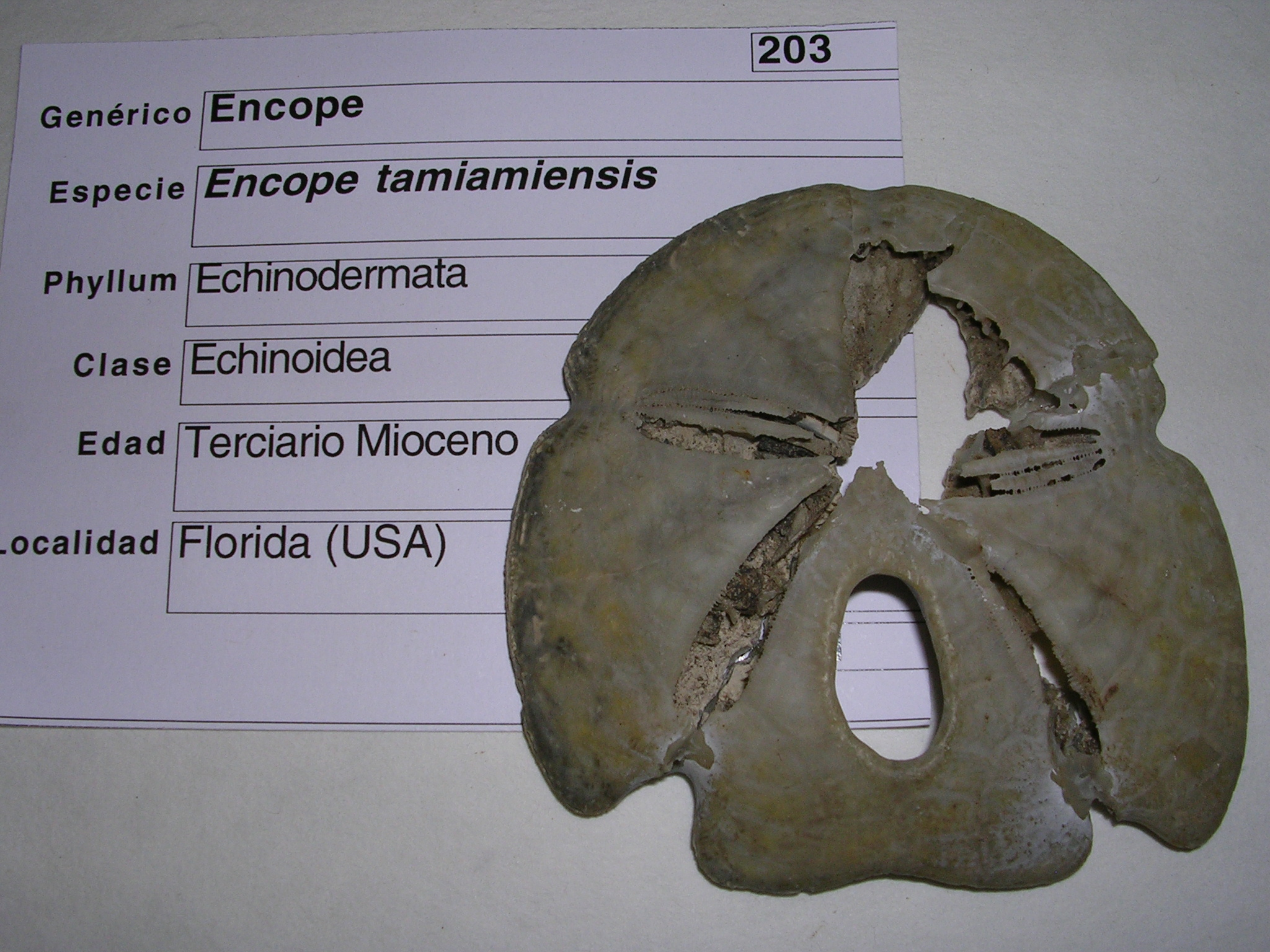
Fossile d’Encope macrophora « tamiamiensis » (Miocène).